# 托特
托特（thṓth，源自埃及語：ḏḥwty，可能發音為*/tʃʼiħautiː/ 或 */ɟiħautiː/），又譯透特、图特或托托，是古埃及神話的智慧之神，同時也是月亮、數學、醫藥之神，負責守護文藝和書記的工作。相傳他是古埃及文字的發明者。
托特通常會被描繪成䴉首人身，其名字意思和彎形嘴部，令人聯想起新月。有時候，托持也會被描繪成一隻拿著新月的狒狒，因為狒狒在夜間活動，而且相當聰明。
神話中，孔斯與托特玩塞尼特，以光为赌注，孔斯輸了比赛，因此除了满月时无法展现它所有的光芒。
美國作家埃里斯（Ralph Ellis）認為，由於托特信仰的排他性，托特信仰其實是亞伯拉罕諸教的來源，但這種說明仍然存疑。

## 大眾文化
- Puzzle & Dragons中的寵物：托特、覺醒托特。
- ，2016年電影
- 合金装备V 幻痛中支线任务49: 捕捉传奇Ibis(Thoth).
- Im~大神官印和闐/大祭司伊姆霍特普主角就是月神托特的轉世。
- Battle Spirits中的創界神
- 星域毀滅者系列的主角機傑夫提（Jehuty）。
- 蔚藍檔案：奧空綾音美真身設定(待考證),設定方面符合會計和後勤支援人設,對應托特是智慧之神。